# Slovenský spisovateľ
Slovenský spisovateľ (în traducere „Scriitorul slovac”) este o editură de carte din Slovacia, orientată în principal pe publicarea de beletristică.
Până acum a publicat 5.100 de cărți într-un tiraj total de peste 47 de milioane de exemplare. Cea mai cunoscută colecție a editurii este Zelená knižnica („Biblioteca Verde”), fondată în 1965, în cadrul căreia au apărut cele mai bune scrieri polițiste din lume. În afară de clasici precum Agatha Christie și Robert van Gulik, au fost publicați aici autori precum Dick Francis, Ed McBain și autorii americani de thrillere Thomas Perry și Michael Koryta.
Alte colecții cunoscute sunt SPKK - „Spoločnosť priateľov krásnych kníh” („Societatea prietenilor cărților frumoase”), fondată în 1927 și „KMP - Kruh milovníkov poézie” („KMP - Cercul iubitorilor de poezie”), fondată în 1964.

## Autori români publicați de editură
- Eugen Barbu, Ľudia z predmestia („Groapa”), 1975[1]
- Mihai Beniuc, Moja Itaka („Ithaca mea”), 1961[2]
- Mateiu Caragiale, Králi noci („Craii de Curtea Veche”), 1979[3]
- Paul Celan, Piesok z urien („Der Sand aus den Urnen. Mohn und Gedächtnis; Von Schwelle zu Schwelle; Sprachgitter; Niemandrose”), 1966[4]
- Petru Dumitriu, Cesta bez prachu („Drum fără pulbere”), 2 vol., 1952[5]
- Mircea Eliade, Maitrey. Slečna Kristína („Maitreyi. Domnișoara Christina”), 1988[6]
- Panait Istrati, Noc v močiari („O noapte în bălți”), 1971[7]
- Alexandru Ivasiuc, Príval („Apa”), 1980[8]
- Hortensia Papadat-Bengescu, Bachov koncert („Concert din muzică de Bach”), 1977[9]
- Petru Popescu, V putach („Prins”), 1972[10]
- Titus Popovici, Ipova smrť („Moartea lui Ipu”), 1976[11]
- Marin Preda, Rodina Morometeovcov („Moromeții”), 1959[12]
- Liviu Rebreanu, Ion („Ion”), 1981[13]
- Ion Marin Sadoveanu, Koniec storočia v Bukurešti („Sfârșit de veac în București”), 1982[14]
- Mihail Sadoveanu, V znameni Raka („Zodia Cancerului sau vremea Ducăi-Vodă”), 1960[15]
- Mihail Sadoveanu, Vlčí ostrov („Hanu-Ancuței; Zodia Cancerului sau vremea Ducăi-Vodă; Ostrovul lupilor), 1983[16]
- Marin Sorescu, Vibracie („Vibrații”), 1970[17]

## Legături externe
- Site-ul Slovenský spisovateľ